# Paul Nettl
Paul Nettl (Hohenelbe, 10 gennaio 1889 – Bloomington, 8 gennaio 1972) è stato un critico musicale e musicologo austro-ungarico naturalizzato statunitense.

## Biografia
Figlio del fabbricante di carta Karl Nettl e di Johanna Beck, dal 1909 al 1915 studiò diritto, e contemporaneamente studiò musicologia con Heinrich Rietsch e composizione musicale con Gerhard von Kessler, e a Vienna con Guido Adler. Ottenuta la laurea in giurisprudenza nel 1913, si laureò in storia della musica nel 1915 con la tesi Dissertazione sulla storia delle composizioni per suite austriache del XVII secolo. Partecipò alla Prima guerra mondiale con il grado di tenente e fu decorato. Nel 1920 ottenne l'abilitazione in musica con la tesi Musica da ballo viennese nella seconda metà del XVII secolo. 
Nel 1928 sposò la pianista Gertrude Hutter (1905-1952) da cui ebbe nel 1930 il figlio Bruno Nettl, autorevole etnomusicologo statunitense. Si sposò in seconde nozze con Margaret von Gutfeld, coautrice della Beethoven-Enziklopaedie.
Nel 1920 fu docente privato all'università di Praga; ma non poté ottenere il posto di libero professore a causa delle sue origini ebraiche. Nel 1933 fu direttore musicale della sezione in lingua tedesca della radio cecoslovacca.
Negli USA Nettl fu, fino al 1945, professore allo Westminster Choir College di Princeton nel New Jersey. Dal 1946 al 1959 insegnò alla Indiana University Bloomington, alla Roosevelt University a Chicago e al Cincinnati Conservatory. Insegnò inoltre all'università di Vienna e al Zentralinstitut für Mozartforschung di Salisburgo.